# Germán Lux
Germán Darío Lux, argentinski nogometaš, * 7. junij 1982, Carcarañá, Argentina.
Sodeloval je na nogometnemu delu poletnih olimpijskih iger leta 2004.